# Delta Distribution
Delta Distribution este o companie de distribuție și retail din România.
Compania se ocupă cu distribuția de plăci ceramice (gresie și faianță).
Compania deține 20 de magazine în prezent (aprilie 2009).
Compania a fost înființată în 1996 de Dragoș Bonea, împreună cu doi asociați, care au decis să părăsească acționariatul companiei în toamna anului 2004.
Participația de 45% deținută de cei doi asociați a ajuns în posesia fondului de investiții polonez Weston Holdings.
Bonea mai deține în prezent (aprilie 2009) 51,6% din companie, diferența de 3,4% aflându-se în posesia altor angajați din cadrul companiei.
Principalii competitori ai companiei sunt Tiger Amira, Bravo Grup și Romstal, precum și marile lanțuri de magazine de bricolaj.
Număr de angajați în 2009: 500
Cifra de afaceri în 2008: 153 milioane lei (41,5 milioane euro)